# Marie-Georges Picquart

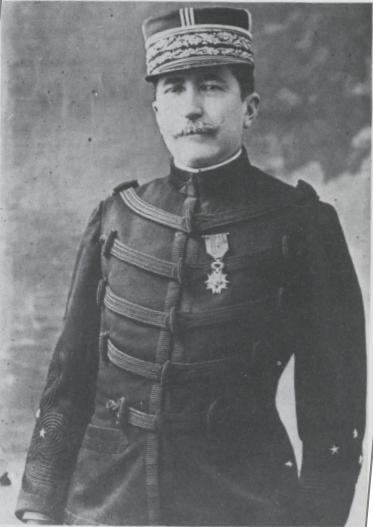
Marie-Georges Picquart, 1906

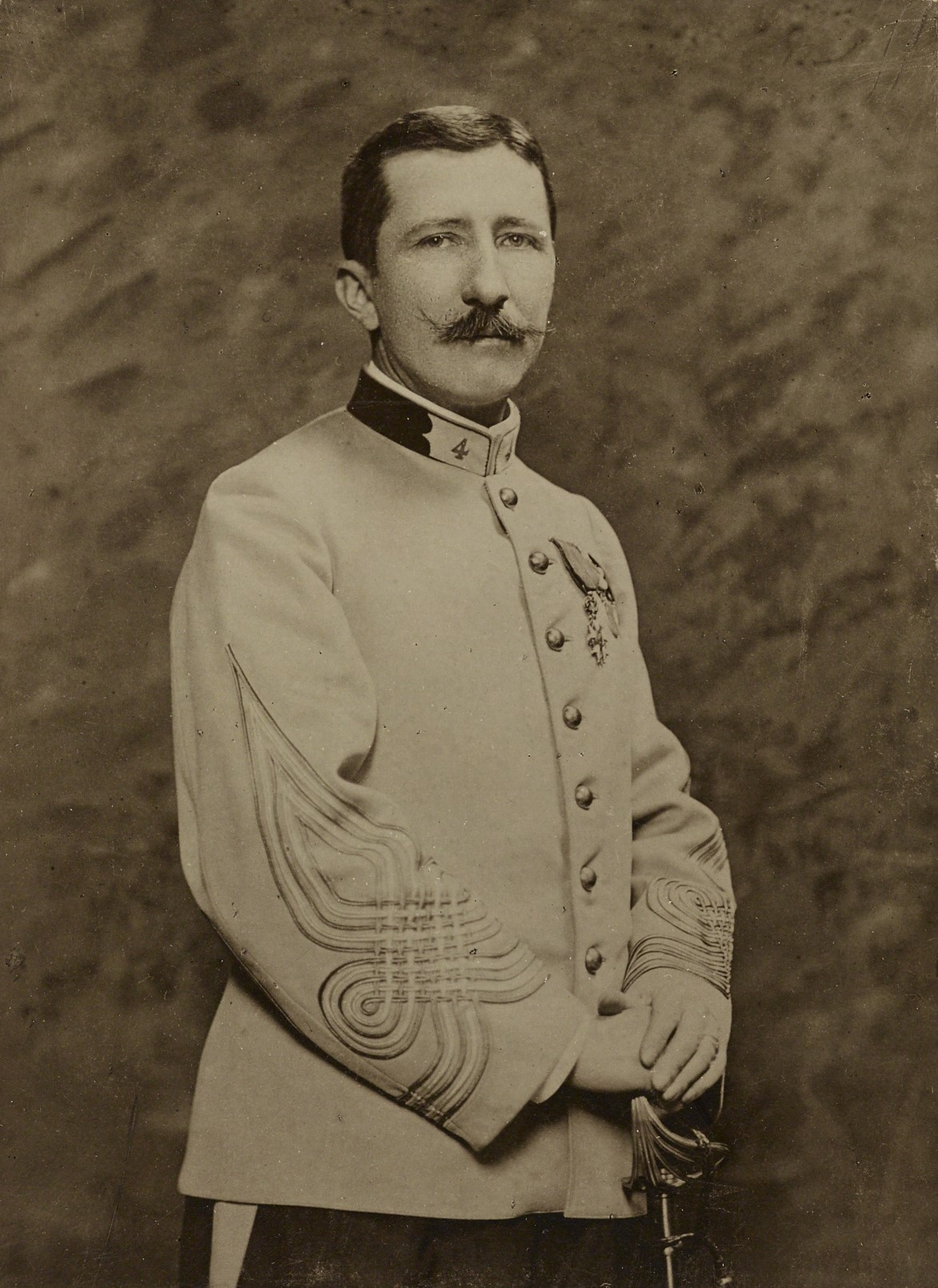
Picquart in der Uniform des 4. Zuaven-Regiments, 1887

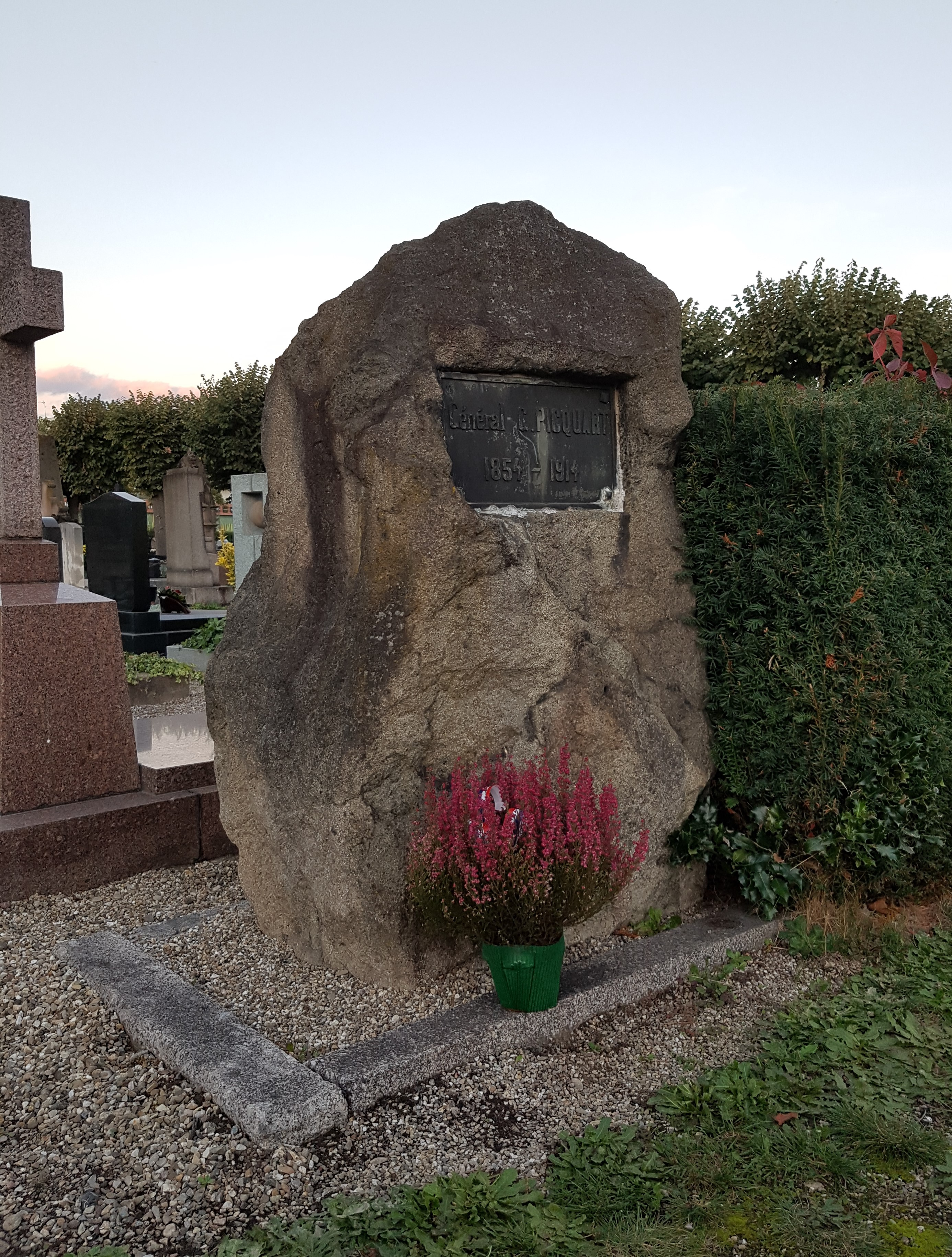
Grabmal auf dem Friedhof Saint-Urbain in Straßburg

Marie-Georges Picquart (* 6. September 1854 in Straßburg; † 19. Januar 1914 in Amiens) war ein französischer Heeresoffizier (zuletzt im Rang eines Général de division) und Beteiligter in der Dreyfus-Affäre. Er war von 1906 bis 1909 Kriegsminister Frankreichs.

## Leben
Picquart wurde am 6. September 1854 in Straßburg als Sohn von Marie Charles François Hubert Picquart und Louise Henriette Mélanie geb. Debenesse geboren. Nach Abschluss des dortigen Gymnasiums besuchte er ab November 1872 die Militärakademie in Saint-Cyr. Am 30. August 1873 wurde er zum Korporal und im selben Jahr zum Sergeant befördert. Am 1. Oktober 1874 erfolgte seine Ernennung zum Unterleutnant. Am 28. Dezember 1876 während seiner Zeit an der Schule für den Generalstab wurde er zum Leutnant befördert. Er wurde zum Hauptmann ernannt, als er in einem in Algerien stationierten Zuaven-Regiment vom 8. März 1879 bis 21. Mai 1880 diente. Danach nahm er im Rang eines Majors an den Feldzügen in Tonkin und Annam (20. Oktober 1885 bis 30. Juni 1886) teil. Am 5. Juli 1887 wurde er in die Ehrenlegion aufgenommen. Am 14. Mai 1888 erhielt er den Befehl über ein Bataillon. Nach seiner Rückkehr nach Frankreich lehrte er an der École de Guerre und wurde in den Stab General Gaston de Galliffets berufen.

## Die Dreyfus-Affäre
1895 übernahm er das Deuxième Bureau von Oberst Jean Sandherr. Hier erhielt er von General Raoul de Boisdeffre den Auftrag, nach weiteren Beweisen gegen den bereits wegen Hochverrats verurteilten Hauptmann Alfred Dreyfus zu suchen. Persönlich von dessen Schuld überzeugt, fand er dabei heraus, dass Beweismittel gegen diesen gefälscht worden waren und der wahre Verräter Ferdinand Walsin-Esterházy war. Er teilte diese Ergebnisse seinen Vorgesetzten mit, die sich jedoch weigerten, das Verfahren neu zu eröffnen.
Picquart wurde auf Anraten des Generals Charles Arthur Gonse von Kriegsminister Jean-Baptiste Billot auf eine vorgeschobene Inspektionstour geschickt. Im Anschluss an diese erfolgte seine Versetzung nach Algerien und Tunesien. In der Befürchtung, dort bei einem Unfall oder Gefecht zu sterben, legte er die von ihm festgestellten Fakten schriftlich nieder, vertraute sich einem befreundeten Anwalt an und legte den Fall dem General de Pellieux dar.
Währenddessen forderte Esterházy ein Militärgerichtsverfahren, um seine Unschuld zu beweisen. Das Verfahren fand hinter verschlossenen Türen statt und richtete sich gegen Picquart. Ein Richter musste General de Pellieux daran erinnern, dass Picquart nicht der Angeklagte sei. Esterházy wurde einstimmig entlastet und Picquart wegen Weitergabe von Staatsgeheimnissen und Beweisfälschung verhaftet und 60 Tage in Mont Valérien inhaftiert.
Nach Émile Zolas offenem Brief J’accuse wurde dieser der Verleumdung angeklagt und am 23. Februar 1898 schuldig gesprochen. Picquart war als Zeuge vernommen worden und hatte zugunsten Zolas ausgesagt. Oberst Hubert-Joseph Henry hatte Picquart während des Prozesses als Lügner bezeichnet, worauf es zu einem Duell mit Degen kam, weswegen Picquart aus der Armee ausgestoßen wurde.
Am 1. Juni 1898 hielt der neue Kriegsminister Godefroy Cavaignac eine Rede vor der Abgeordnetenkammer, in der er alle Anschuldigungen gegen Dreyfus bekräftigte. Im September wurde Picquart verhaftet und ins Pariser Militärgefängnis Cherche-Midi gebracht, wo er die nächsten elf Monate verbrachte.
Am 26. November begann der Prozess gegen ihn, der mit einem Schuldspruch endete. Das Urteil wurde aber am 8. Dezember ausgesetzt. Am 3. Juni 1899 wurde der Schuldspruch gegen Dreyfus von 1894 kassiert und dieser in Rennes wieder vor Gericht gestellt. Erneut sagte Picquart als Zeuge zugunsten Dreyfus’ aus. Dieser wurde am 9. September erneut schuldig gesprochen. Das Gericht erkannte allerdings mildernde Umstände an. Am 19. September 1899 begnadigte Präsident Émile Loubet Dreyfus. Der Präsident des Ministerrates, Pierre Waldeck-Rousseau, beabsichtigte, einen Schlussstrich zu ziehen, und brachte am 17. November ein Amnestiegesetz auf den Weg, das alle an der Dreyfus-Affäre Beteiligten betraf. Am 19. Dezember erhielt es Gesetzeskraft. Erst am 12. Juli 1906 hob der Kassationsgerichtshof das zweite Urteil gegen Dreyfus auf und sprach ihn frei, womit er endgültig rehabilitiert war. Dreyfus wurde zum Schwadronschef und Picquart zum Brigadegeneral ernannt. Am 27. November 1906 wurde er zum Général de division befördert.

## Die weitere Karriere
Am 25. Oktober 1906 wurde er im Kabinett Georges Clemenceaus Kriegsminister. Er hielt den Posten bis zum 20. Juli 1909. Anschließend übernahm er als Nachfolger von General Joffre den Befehl über das 2e corps d’armée in Amiens.
Am 18. Januar 1914 starb er in Amiens im Alter von 59 Jahren an den Folgen (Urämie) eines Reitunfalls.
An Picquart erinnern heute die Rue du Général Picquart in Straßburg, die Avenue Colonel Picquart in Brüssel und die Place Marie-Georges Picquart in Geudertheim. Seine letzte Ruhestätte befindet sich auf dem Friedhof St. Urbain in Straßburg (Sektion 5-7-19).

## Roman
Der englische Schriftsteller Robert Harris veröffentlichte 2013 über die Dreyfus-Affäre den Thriller An Officer and a Spy (deutsche Übersetzung Intrige), der aus der Perspektive Picquarts geschildert wird. Der Roman wurde 2019 von Roman Polański verfilmt.